# 草笛太郎
草笛太郎は、草や葉を使い、吹き方の研究と鍛錬により音階、音程を自由に調整できる草笛演奏者。

## 生い立ち
幼少の頃、祖父の持っていた様々なジャンルのレコードを聴き音楽に出会う。快活な性格で自然と戯れ、そこで自然玩具として根、茎、草、葉などを利用し笛（草笛）を作り、日頃から聞いていた祖父のレコード音楽から奏で始める。
大学を出て、地元の公立高校で教師の道を歩む。そこで生徒らと音楽活動を行ない、草笛太郎の名前をつけられる。

## プロになるきっかけ
1991年の湾岸戦争の油まみれの映像を見て地球環境の危機を察し、自分に出来る事は草笛を吹いて、地球の環境を守る事の大切さをたくさんの人に伝える事であると実感し、すべてを捨て草笛奏者となる。現在は、世界各地で演奏し自然環境の大切さを伝えている。

## 草笛演奏
草笛を吹く方は存在するが、さまざまなジャンルを体全体からパワフルに演奏し、伴奏や他のアーティストとセッションできるのは彼以外存在しない。

## 講演
高校教師の経験もあり、自然環境、自身のエコ活動について学校、企業、地域イベントで講演する。